# Renaissance Pictures

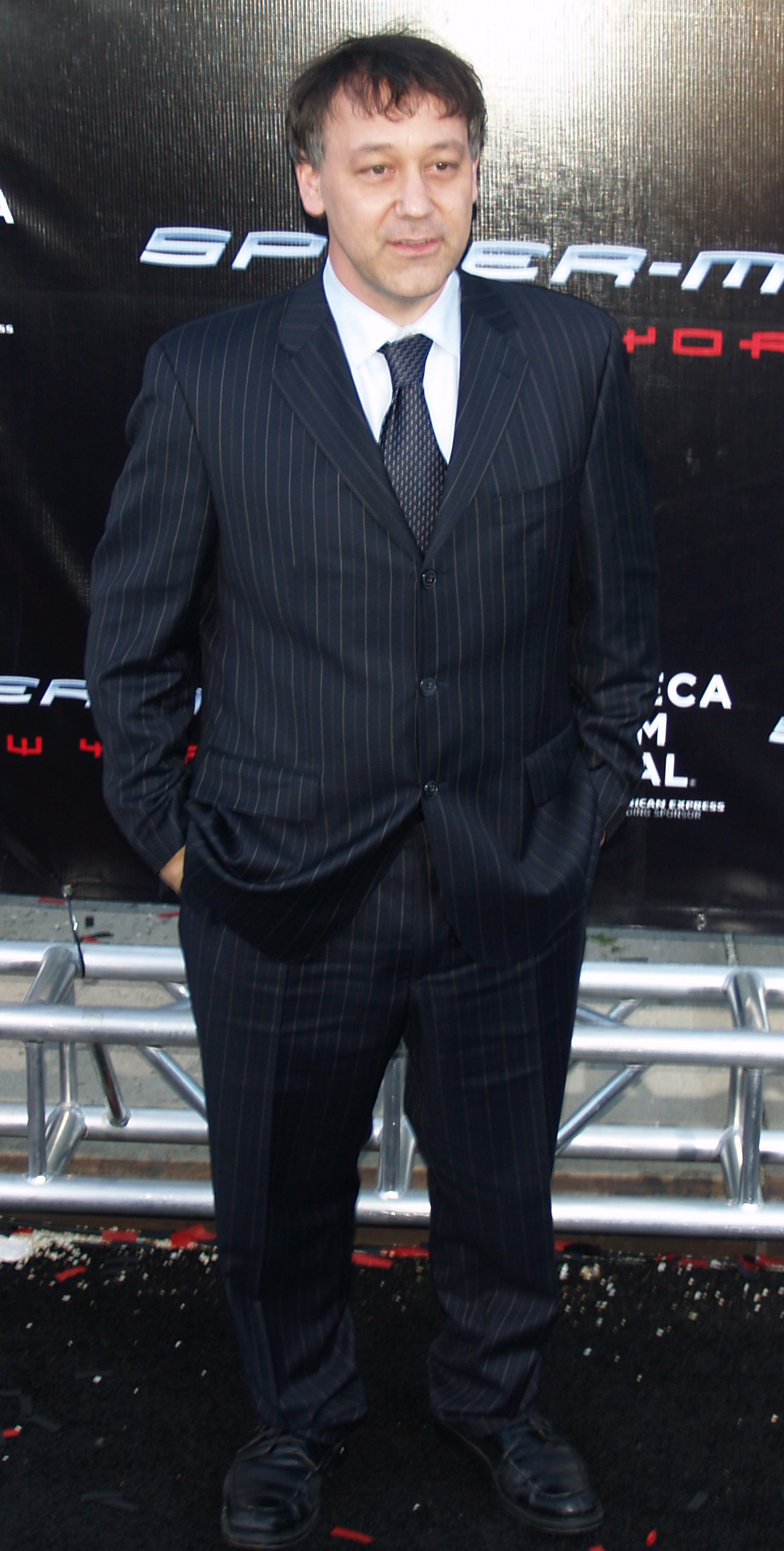
O fundador, Sam Raimi.

Renaissance Pictures é uma produtora de filmes americana fundada pelos produtores Sam Raimi, Robert Tapert e pelo ator Bruce Campbell para a produção do filme The Evil Dead (estrelando Bruce Campbell), e suas sequências The Evil Dead 2 e Army of Darkness.
Muitas das produções da Renaissance Pictures estrelam os três fundadores, mas envolveram produtores americanos famosos, como os irmãos Joel e Ethan Coen, que escreveram o filme Crimewave, e o diretor Josh Becker, que produziu Thou Shalt Not Kill... Except. As produções mais famosas da Renaissance Pictures foram a série Hercules: The Legendary Journeys, e seus derivados Xena: Warrior Princess e Young Hercules, entre 1994 e 2001, na Nova Zelândia. Ambas as séries tiveram participações de Bruce Campbell e do irmão de Sam, Ted Raimi, Robert é casado com a protagonista de Xena: Warrior Princess, Lucy Lawless. A Renaissance Pictures seguidamente lança produções em parceria com a Universal Studios e com a MCA-Television.

## Produções

### Filmes de cinema
- The Evil Dead (1981)
- Crimewave (1985)
- Thou Shalt Not Kill... Except (1985)
- The Evil Dead 2 (1987)
- Darkman (1990)
- Lunatics: A Love Story (1991)
- Army of Darkness (1992)
- Hard Target (1993)
- Timecop (1994)
- The Grudge (2004)

### Filmes de televisão
- Hercules and the Amazon Women (1994)
- Hercules and the Lost Kingdom (1994)
- Hercules and the Circle of Fire (1994)
- Hercules in the Underworld (1994)
- Hercules in the Maze of the Minotaur (1994)

### Séries de televisão
- M.A.N.T.I.S. (1994-1995)
- Hercules: The Legendary Journeys (1995-1999)
- Xena: Warrior Princess (1995-2001)
- American Gothic (1995-1996)
- Young Hercules (1998-1999)
- Jack of All Trades (2000)
- Cleopatra 2525 (2000-2001)
- Mad Jack's Great Chase Through Time (2004)

### Produções para DVD
- Darkman II: The Return of Durant (1994)
- Darkman III: Die Darkman Die (1995)
- Hercules and Xena - The Animated Movie: The Battle for Mount Olympus (1998)
- Xena: Warrior Princess - A Friend in Need: The Director's Cut (2002)
- Xena: Warrior Princess: 10ht Anniversary Collection (2001)